# Златка Рељић
Златка Рељић (Крупањ, 1929 — Шабац, 10. август 2007) била је друштвено-политичка радница Социјалистичке Републике Србије и хуманитарна радница. Била је републички секретар (министар) у Извршном већу СКупштине СР Србије од 1982. до 1990. године.

## Биографија
Рођена је у Завлаци, општина Крупањ 1929. године. Учитељску школу завршила је у Шапцу, а Вишу педагошку у Београду. Радила је у Основној школи у Завлаци, на пословима наставника историје и географије, директора школе, а потом и на пословима Шефа одсека за просвету Среза Рађевског у Крупњу. Од 1959. године живи и ради у Шапцу.
Од 1959. до 1962. године била је председник Среског комита Савеза комуниста за осам срезова са седиштем у Шапцу. Од 1962. до 1966. године била је народни посланик Скупштине Србије. Од 1967. године ради у Републичкој дечијој заштити, где на разним функцијама остаје све до одласка у пензију 1990. године. Била је директор Републичког фонда дечије заштите, државни секретар у министарству Социјалне заштите, помоћник директора Центра за социјалну и дечију заштиту СФРЈ.
Од 1982. до 1990. године обављала је послове министра Социјалне и дечије заштите у владама Бранислава Иконића и проф.Др Десимира Јевтића. Уз велике радне обавезе, увек је била активан друштвено-политички радник. Након тешког инфаркта у току 1990. године, Златка се повлачи са свих функција и одлази у пензију.

## Заслуге и награде
Златка Рељић се сматра једном од најзаслужнијих за доношење одлуке тадашњег министарства просвете којом је основана Крупањска гимназија 1963. године.
У периоду 80-их година, када је била први човек у ресору Социјалне и дечије заштите, њеним одлукама израђене су на десетине дечијих обданишта широм Србије, нарочито на Косову, због чега је била почасни грађанин многих општина са територије те покрајине, као сто су: Косовска Митровица, Гњилане, Грачаница, Зубин Поток...
Златка Рељић је добитник више признања и одликовања, међу којима су:
- Медаља рада (по указу тадашњег председника СФРЈ Јосипа Броза Тита)
- Орден рада са сребрним венцем 1975. године
- Орден рада са златним венцем 1989. године
- Златни знак црвеног крста Србије 1987. године
- Плакета Скупштине СИЗ-а дечје заштите Србије 1989. године

Октобарску награду града Шапцу добила је 1978. године, а општинску септембарску награду Крупња 1990. године.

## Приватан живот
Остаће упамћена и по једном за државне функционере у Србији ретким гестом. Након одласка у пензију вратила је држави стан у Београду који је од исте добила за време обављања високих државних функција и вратила се да живи у свој стари стан у Шапцу.
Преминула је 10.08.2007. године у Шапцу. Сахрањена је на градском гробљу у Шапцу.